# 絕代雙驕 (1979年電視劇)
《絕代雙驕》（英語：The Twins）是香港電視廣播有限公司根據古龍小說《絕代雙驕》改編的劇集，於1979年首播，共17集。
此劇曾於1990年，逢星期一至五深夜00:50-01:50在翡翠台重播；於1997年1月2日至1月29日，逢星期一至五早上10:40-11:40(非假期日)在翡翠台再次重播。

## 故事大綱
移花宮主將跟天下第一美男子江楓私奔的移花宮花月奴殺死，江楓為此而殉情自殺。移花宮主為了對江楓夫婦後人進行報復，把花月奴剛產下的一對雙胞胎分開，使其在不同的環境中長大。移花宮主將其中一個嬰兒帶走撫養，並取名花無缺。而留下的一個嬰兒則被江楓義兄燕南天所帶走。燕南天為要追殺出賣江楓的書僮江琴，不惜闖入武林禁地「惡人谷」，結果被「十大惡人」打至失去知覺。眾惡人將燕南天帶來的嬰兒喚作小魚兒。更要將小魚兒培養成天下最大的壞蛋，於是眾惡人輪流傳授其武功絕學及各人的惡毒技倆。移花宮主待花無缺及小魚兒長大後，安排二人作出生死決鬥，打算對生存下來的一個說出他們的身世，令其痛苦一世。誰料花無缺與小魚兒長大相遇後，二人竟發展成似敵還友的關係。同時他們與狂獅鐵戰的女兒鐵心蘭及十二星相之首魏無牙之養女蘇櫻的感情亦糾纏不清。

## 演員表

### 主要演員
- 黃元申 飾 小魚兒
- 石　修 飾 花無缺
- 黃杏秀 飾 鐵心蘭
- 高妙思 飾 張　菁(小仙女)
- 米　雪 飾 蘇　櫻
- 朱　江 飾 江　楓
- 陳玉蓮 飾 慕容九
- 呂有慧 飾 花月奴

### 其他演員
- 程可為 飾 王 后
- 黃文慧 飾 段雲菲
- 蘇杏璇 飾 邀月宮主
- 溫柳媚 飾 憐星宮主
- 馮粹帆 飾 江別鶴 (江南大俠)
- 李國麟 飾 江玉郎
- 黃允財 飾 黑蜘蛛
- 張　沖 飾 燕南天
- 鄭麗芳 飾 鐵萍姑
- 馬慶生 飾 杜　殺 (血　手)
- 張武孝 飾 陰九幽 (半人半鬼)
- 野　峰 飾 哈哈兒 (笑裡藏刀)
- 陳儀馨 飾 屠嬌嬌 (不男不女)
- 黃　新 飾 李大嘴 (不吃人肉)
- 劉雅麗 飾 蕭咪咪 (迷死人不賠命)
- 盧大偉 飾 白開心 (損人不利己)
- 黎永強 飾 歐陽丁 (寧死不吃虧)
- 廖偉雄 飾 歐陽當 (拼死佔便宜)
- 盧海鵬 飾 軒轅三光 (惡賭鬼)
- 鍾志強 飾 鐵　戰 (狂　獅)
- 阮兆輝 飾 萬春樓 (惡　醫)
- 陳國權 飾 路仲遠 (天南大俠)
- 龐焯林 飾 魏無牙 (十二星相 - 鼠)
- 焦　雄 飾 黃　牛 (十二星相 - 牛)
- 徐廣林 飾 白山君 (十二星相 - 虎)
- 甘國衛 飾 胡藥師 (十二星相 - 兔)
- 李添勝 飾 龍哥仔 (十二星相 - 龍)
- 黃栢文 飾 碧蛇神君 (十二星相 - 蛇)
- 上官玉 飾 馬亦雲 (十二星相 - 馬)
- 李添勝 飾 白　羊 (十二星相 - 羊)
- 元　德 飾 金猿星 (十二星相 - 猴)
- 曾楚霖 飾 司晨客 (十二星相 - 雞)
- 鄭君綿 飾 狗　叔 (十二星相 - 狗)
- 陳領威 飾 黑面君 (十二星相 - 豬)

## 獎項
- 第一集獲「紐約國際電影電視節」金牌[1]

## 歌曲
主題曲《絕代雙驕》
- 作曲：顧嘉煇
- 填詞：鄧偉雄
- 主唱：羅　文

插曲《雙驕情難捨》
- 作曲：顧嘉煇
- 填詞：鄧偉雄
- 主唱：汪明荃

插曲《月光像姐兒》
- 作曲：顧嘉煇
- 填詞：黃　霑
- 主唱：汪明荃

## 電視節目的變遷
| 英屬香港無綫電視翡翠台 星期日晚上 21:00-22:00 | 英屬香港無綫電視翡翠台 星期日晚上 21:00-22:00 | 英屬香港無綫電視翡翠台 星期日晚上 21:00-22:00 |
| --------------------------------------------- | --------------------------------------------- | --------------------------------------------- |
|                                               | 絕代雙驕 (1979.5.6-1979.5.27) 第1至4集        |                                               |
| 一劍鎮神州 (1978.11.5-1979.4.29)              | CID                                           |                                               |

| 英屬香港無綫電視翡翠台 星期一晚上 20:00-21:00 | 英屬香港無綫電視翡翠台 星期一晚上 20:00-21:00 | 英屬香港無綫電視翡翠台 星期一晚上 20:00-21:00 |
| --------------------------------------------- | --------------------------------------------- | --------------------------------------------- |
|                                               | 絕代雙驕 (1979.6.4-1979.8.27) 第5至17集       |                                               |
| 龍潭羣英                                      | —                                             |                                               |